# Stade de la Coupe du monde de Daejeon
Le stade de la Coupe du monde de Daejeon, en anglais Daejeon World Cup Stadium, (surnommé Purple Arena) (en hangeul: 대전 월드컵 경기장) est un stade de football situé à Daejeon en Corée du Sud.
Il a une capacité de 40 535 places. C'est le domicile du club de Daejeon Hana Citizen Football Club.

## Histoire
Construit en septembre 2001 pour 143,9 milliards de wons (environ €130 millions d'euros) en vue de la Coupe du monde de football de 2002, il remplace le stade Hanbat de Daejeon.

## Événements

### Coupe du monde de football de 2002

#### Matchs du1ertour
- 12 juin 2002 :  Afrique du Sud 2-3  Espagne
- 14 juin 2002 :  Pologne 3-1  États-Unis

#### Huitième de finale
- 18 juin 2002 :  Corée du Sud 2-1 (b.e.o.)  Italie